# Raphael Andergassen
Raphael Andergassen (* 14. Juni 1993 in Bozen) ist ein italienischer Eishockeyspieler, der seit Januar 2015 beim HC Pustertal unter Vertrag steht und mit dem Klub seit der Saison 2021/22 in der ICE Hockey League spielt.

## Karriere
Raphael Andergassen begann seine Karriere als Eishockeyspieler in der Nachwuchsabteilung des SV Kaltern, mit dessen U20-Mannschaft er 2010 den italienischen Meistertitel dieser Altersklasse gewann. In der Folgesaison debütierte er in der Herren-Mannschaft des Klubs in der zweitklassigen Serie A2. Dort spielte er auch in den kommenden Jahren, bis den Kalterern 2014 der Aufstieg in die Serie A gelang. Sein persönliches Debüt in der höchsten italienischen Spielklasse gab er aber bereits in der Spielzeit 2012/13, als er für ein Spiel an Ritten Sport ausgeliehen wurde. Kurz vor Ende der Spielzeit 2014/15 – der Abstieg des SV Kaltern stand bereits fest – wechselte er zum HC Pustertal nach Bruneck, wo er seither spielt. 2016 gewann er mit dem Club die Supercoppa. 2020 war er Topscorer und Torschützenkönig der italienischen Meisterschaft, die nach dem Saisonende der Alps Hockey League ausgetragen wurde.

### International

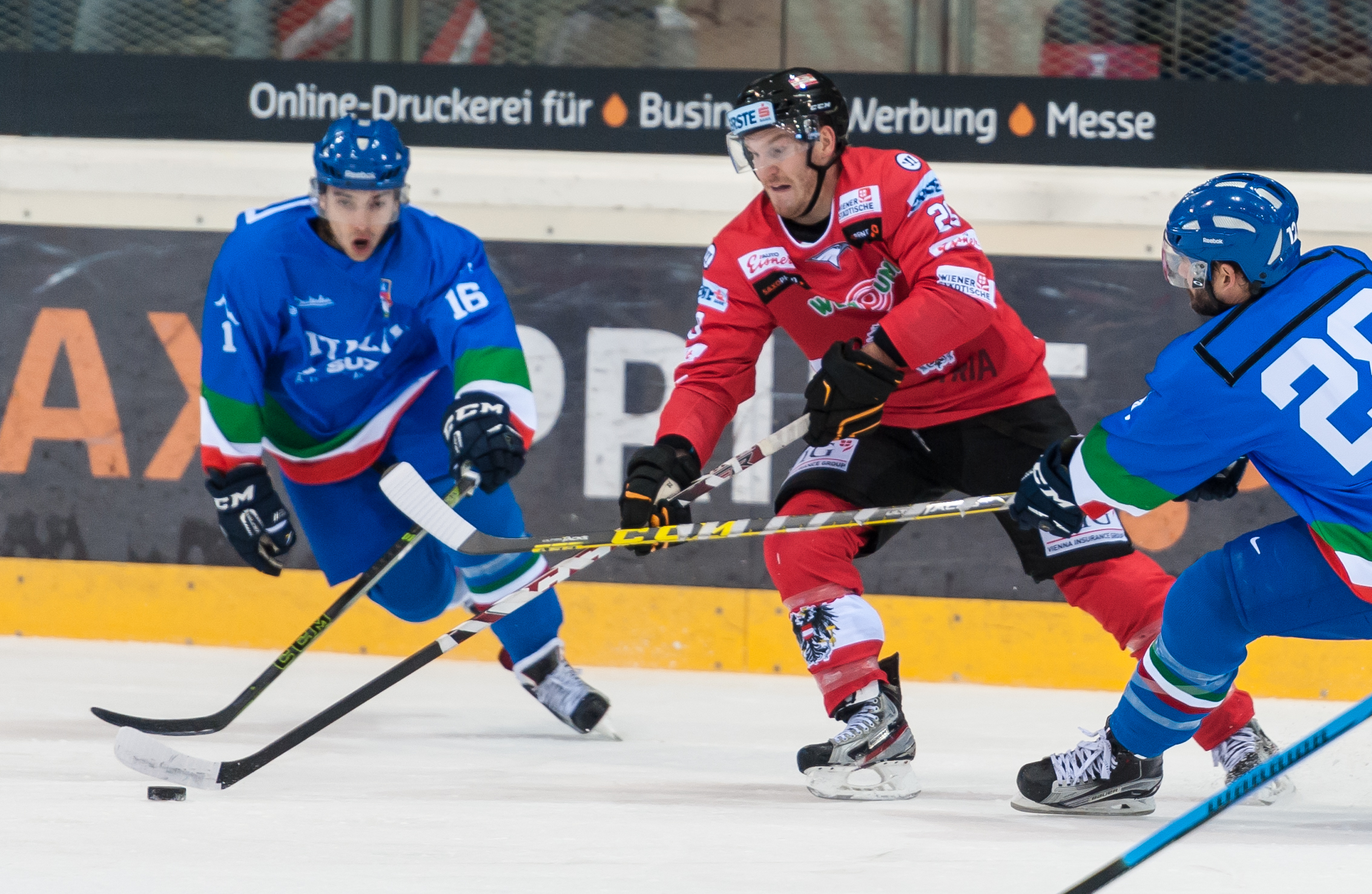
Raphael Andergassen (links) und Fabio Hofer (Mitte) bei einem Freundschaftsspiel im April 2016.

Für Italien nahm Andergassen im Juniorenbereich an den U18-Weltmeisterschaften der Division II 2010 und der Division I 2011 sowie den  U20-Weltmeisterschaften der Division I 2012 und 2013 teil.
Im Seniorenbereich stand er im Aufgebot seines Landes bei den Weltmeisterschaften 2015, 2016 und 2018 in der Division I. Bei den Weltmeisterschaften 2017, als sich die Italiener aber nicht halten konnten, 2019 und 2021 spielte er in der Top-Division. Zudem vertrat er seine Farben bei der Qualifikation für die Olympischen Winterspiele in Pyeongchang 2018.

## Erfolge und Auszeichnungen
- 2010 Italienischer U20-Meister mit dem SV Kaltern
- 2010 Aufstieg in die Division I bei der U18-Weltmeisterschaft der Division II, Gruppe A
- 2016 Aufstieg in die Top-Division bei der Weltmeisterschaft der Division I, Gruppe A
- 2016 Gewinn der Supercoppa Italiana mit dem HC Pustertal
- 2018 Aufstieg in die Top-Division bei der Weltmeisterschaft der Division I, Gruppe A
- 2020 Topscorer und Torschützenkönig der italienischen Meisterschaft